# Colposcenia turanica
Colposcenia turanica är en insektsart som beskrevs av Loginova 1974. Colposcenia turanica ingår i släktet Colposcenia och familjen rundbladloppor.
Artens utbredningsområde är Turkmenistan. Inga underarter finns listade i Catalogue of Life.